# جی.آر. گیدنز
جی. آر. گیدنز (انگلیسی: J. R. Giddens؛ زادهٔ ۱۳ فوریهٔ ۱۹۸۵) بازیکن بسکتبال اهل ایالات متحده آمریکا است. او در ابتدا برای تیم دانشگاه کانزاس بازی می‌کرد.
از باشگاه‌هایی که در آن بازی کرده‌است می‌توان به مین رد کلاوز، بوستون سلتیکس، و نیویورک نیکس اشاره کرد.